# Sativa Rose
Sativa Rose, född Tanya Macias 21 januari 1984 i Guadalajara, Jalisco, är en mexikansk porrskådespelerska. Hon är känd för att vara den främsta latinamerikanska utövaren inom porren i nutiden[källa behövs].

## Porrkarriär
2003 började hon jobba som tandsköterska, efter att tidigare ha arbetat som exotisk dansare och nakenmodell. Hon fann dock snabbt fasta tjänster inom porrindustrin och har sedan sin start medverkat i nästan 200 filmer. En av hennes allra första scener var av och med Max Hardcore. Hon har producerat ett antal filmer med Bangbros och Naughty America, två stora porrfilmsföretag i USA. Från 2004 började hon utföra analsex framför kameran.
Utöver filmer som huvudsakligen distribuerats på DVD kan tilläggas att Rose förekommit på många porrsajter på Internet. Adult Web Movie Database har en lista där hon är med som utövare i 65 scener på över 50 olika porrsajter.

## Priser och utmärkelser
- 2003 XRCO Award-nominerad - Bästa trekant - Initiations 12 (med Olivia O'Lovely och Lexington Steele)[1]
- 2004 AVN Award-nominerad - Bästa trekant och sexscen, Video - Initiations 12 (med Olivia O'Lovely och Lexington Steele)[2]
- 2005 AVN Award-nominerad - Bästa gruppsexscen, Video - Double Cum Cocktails (med Lani Lei, Dirty Harry och Brett Rockman)[3]
- 2005 XRCO Award-nominerad - Unsung Siren[1]
- 2006 AVN Award-nominerad - Bästa oralsexscen, Video - Oral Junkies (med Joe Friday)[4]
- 2007 AVN Award-nominerad - Bästa analsexscen, Video - Hellcats 11 (med Richard Kline)
- 2007 AVN Award-nominerad - Bästa lesbiska sexscen, Video - Girls Love Girls (med Brianna Love)
- 2007 AVN Award-nominerad - Årets kvinnliga utövare[5]
- 2008 AVN Award-nominerad - Bästa humorscen- Pretty Pussies Please 3
- 2008 AVN Award-nominerad - Bästa analsexscen, Video - Pretty Pussies Please 3 (med Jean Val Jean)[6]